# Comuna Ardul Negru, Vînohradiv
Ardul Negru (în ucraineană Чорнотисів, transliterat Ciornotîsiv) este o comună în raionul Vînohradiv, regiunea Transcarpatia, Ucraina, formată din satele Ardul Negru (reședința), Holmoveț și Jula.

## Demografie
Componența lingvistică a comunei Ardul Negru
     Ucraineană (51,21%)
     Maghiară (48,31%)
     Alte limbi (0,44%)
Conform recensământului din 2001, majoritatea populației comunei Ciornotîsiv era vorbitoare de ucraineană (51,21%), existând în minoritate și vorbitori de maghiară (48,31%).